# TV art
Телевизия TV Аrt (произнася се Ти Ви Арт) е телевизия и уебсайт tvart Архив на оригинала от 2010-09-01 в Wayback Machine./ за изкуство, култура, туризъм и пътешествия, която излъчва единствено собствена продукция и се разпространява в базовите пакети на повечето кабелни оператори в България, в над 500 000 домакинства и в целия свят по интернет – достъпна за всеки човек на Земята, по всяко време на денонощието, чрез лаптоп, офис компютър, телевизор и мобилен телефон.
Телевизия tvart снима и архивира материали във формат HD, като притежава собствена продукция заснета в Индия, Египет, Сирия, Турция, Гърция, Италия, Испания, Холандия, Швейцария, Германия, Великобритания и България.
В рамките на 100-секундни видеоклипове телевизия tvart представя културни и туристически събития и обекти от цял свят. Всеки материал започва с кратко описание за местоположението на показвания обект или събитие. Телевизията не включва гласови коментари, което я прави по-достъпна за по-голяма аудитория.
Телевизия tvart представят изкуството като универсална форма на комуникация. В програмата си телевизията включва масово и елитарно, модерно и съвременно изкуство: фотография, анимация, архитектура, скулптура, графика, живопис, перформанс, етнография, мода, дизайн, мейкинги, туристически обекти, хотели и др. В tvart могат да се видят както най-новите изложби и събития от целия свят, така и класическото изкуство.
TVart показва различни световноизвестни, както и напълно непознати туристически дестинации и хотели. Идеята за TV Art принадлежи на режисьора Стилиян Иванов, който е и управител на проекта, операторската работа е дело на Мирослав Евдосиев.
През 2020 г. програмата на телевизия TV art спира в обичайния формат и започва да излъчва съвместна продукция с Център по себепознание с магичното и хилядолетно име носещо светлина - ОРФЕЙ